# Orazio Ferraro

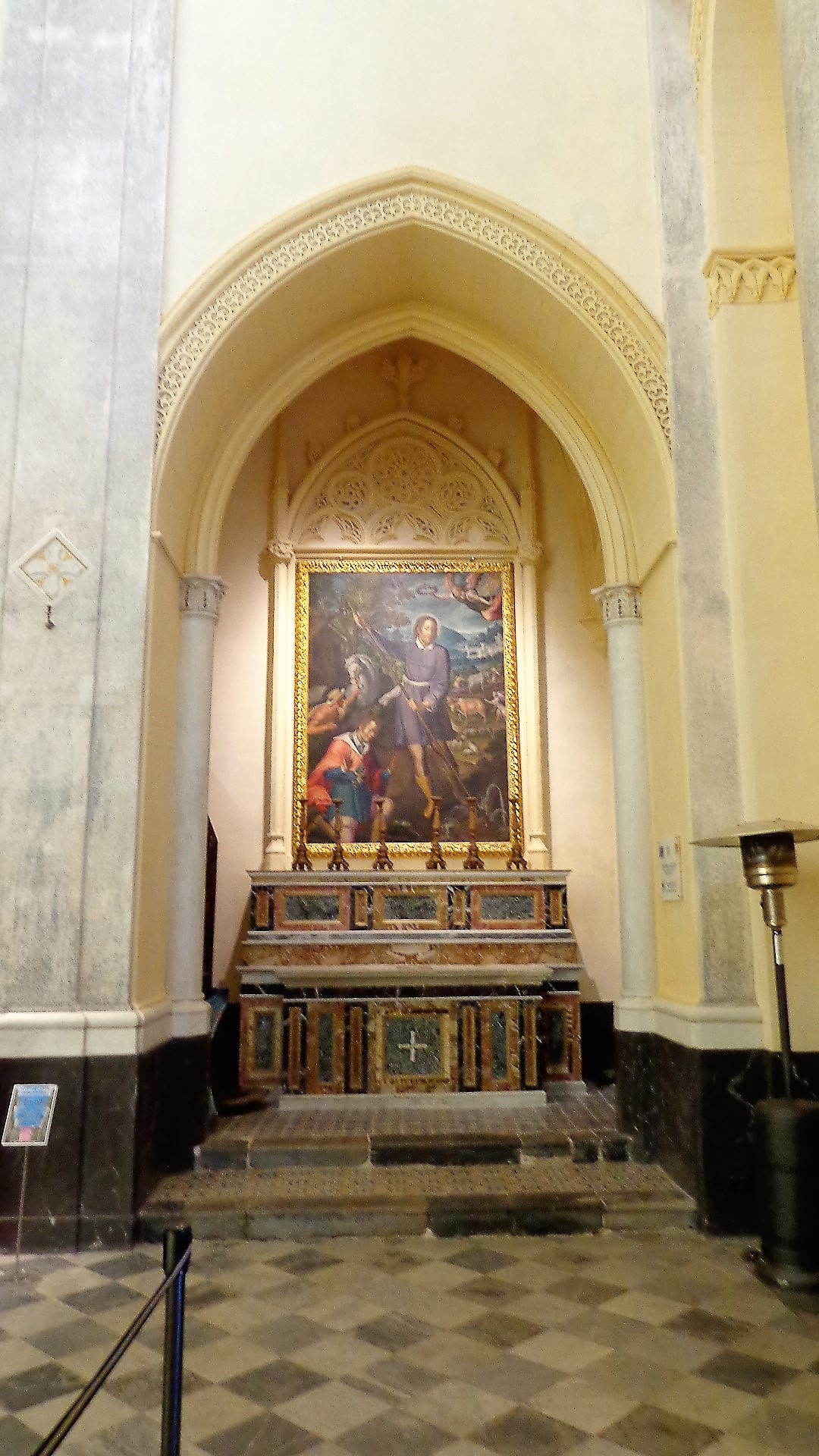
Sant'Isidoro Agricola, Erice.

Orazio Ferraro, detto Orazio da Giuliana (Giuliana, 1561 – Palermo, 1643), è stato un pittore italiano altrimenti attivo come stuccatore, plasticatore del barocco in Sicilia.

## Biografia

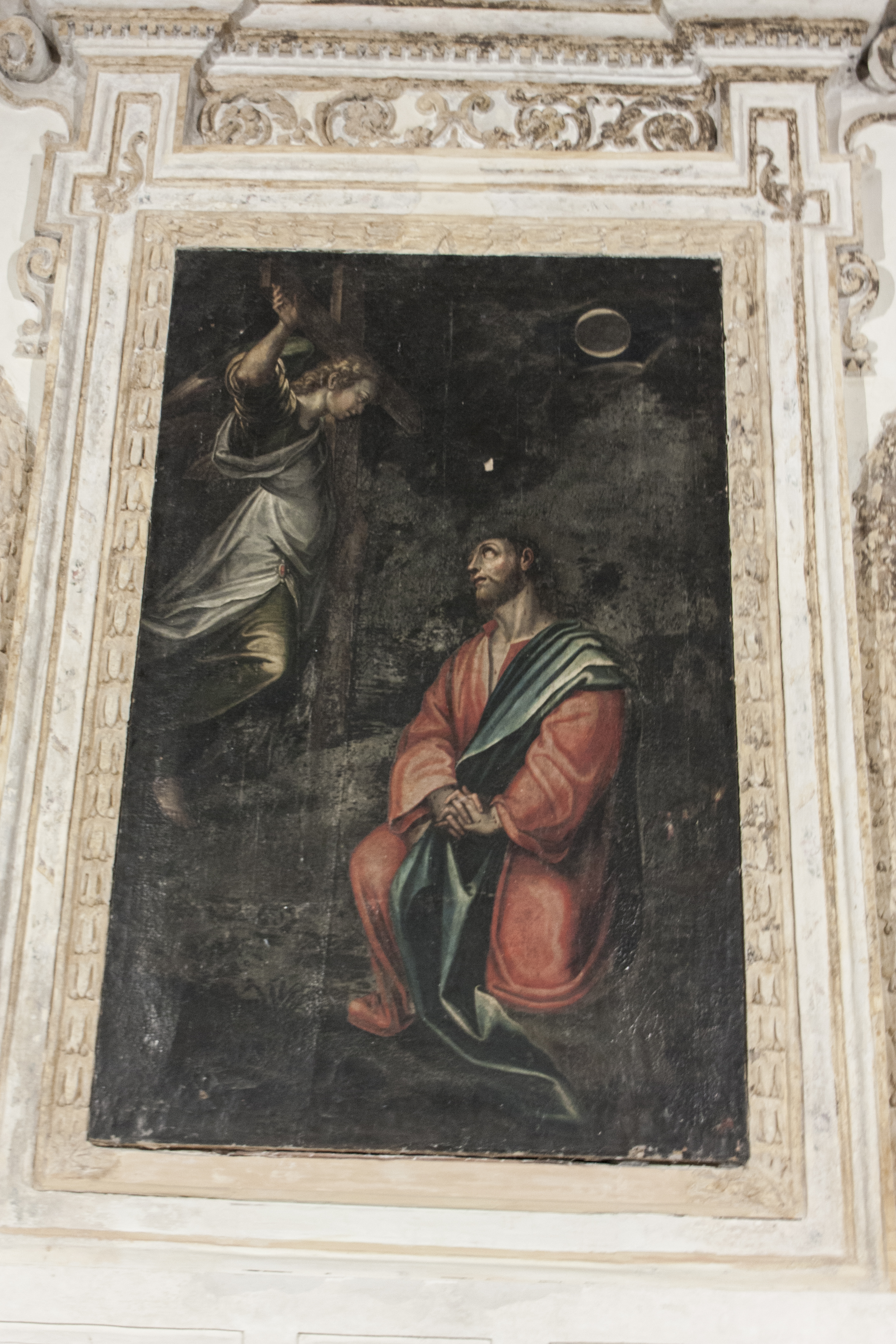
Orazione nell'orto del Getsemani, chiesa di San Domenico, Castelvetrano.

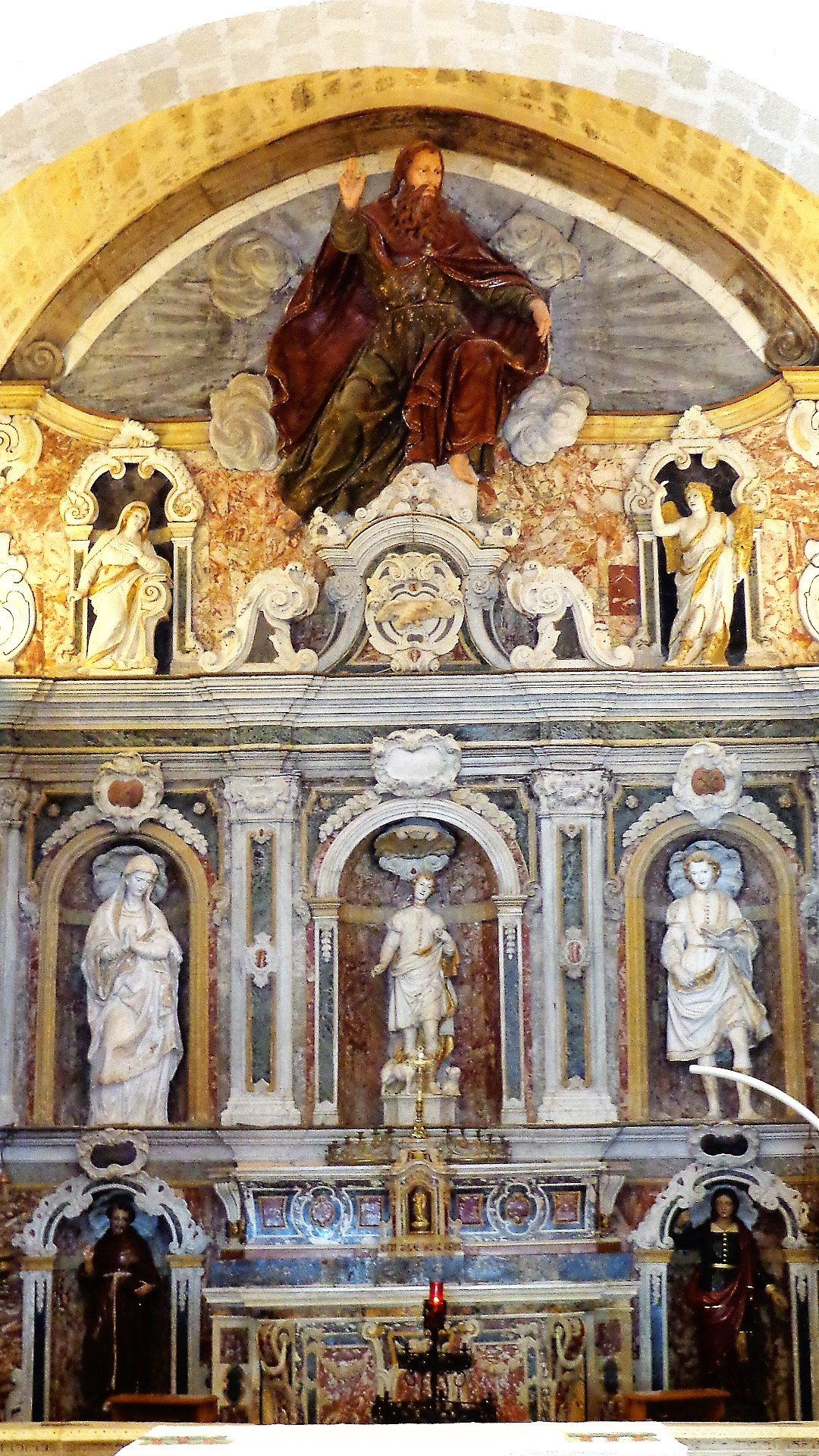
Cappellone, Santuario di San Vito di San Vito Lo Capo.

Orazio Ferraro figlio più giovane e allievo del famoso pittore, stuccatore e scultore Antonio Ferraro, nonché religioso della Compagnia di Gesù. Insieme al fratello Tommaso Ferraro ha lavorato nel laboratorio del padre fino alla morte di quest'ultimo avvenuta nel 1609. Le opere più importanti arricchiscono le chiese della città natale Castelvetrano.
L'artista è sepolto a Casa Professa.

## Opere

### Agrigento e provincia

#### Caltabellotta
- Nuova Cappella del Compianto sul Cristo morto o Cappella della Pietà, chiesa di San Lorenzo:
  - 1594, Ciclo, affreschi raffiguranti l'Andata al Calvario ed episodi della Genesi.[3]
  - 1596, Stucchi, Dio Padre e putti raffigurati con Strumenti della Passione, apparato decorativo in stucco, attribuzione.[4]
  - 1596, Statue, manufatti in stucco raffiguranti San Giovanni Battista e San Giovanni Evangelista, sulla parete destra la Madonna dell'Itria condotta da due vecchioni, sulla parete sinistra Sant'Anna e San Gioacchino, agli angoli le Sibille, completano la decorazione cariatidi, angioletti e ornati vari, attribuzione.[5]
- XVII secolo, Deposizione, manufatto in terracotta, opera custodita nella chiesa di Sant'Agostino.

#### Burgio
- 1596, Ciclo, affreschi delle volte nella cappella del coro e statue di nicchia in stucco, opere presenti nella chiesa di Santa Maria di Rifesi.
- XVI secolo, Stucchi, apparato decorativo plastico, opere presenti nella Cappella della Madonna di Trapani del duomo di Sant'Antonio Abate.[3]

#### Sciacca
- 1609 – 1624, Stucchi, apparato decorativo, opere presenti nella chiesa di Santa Margherita.

### Palermo e provincia
- 1609, Stucchi, apparato decorativo realizzato con la collaborazione di Antonio Ferraro, opere presenti nel duomo di San Nicolò di Bari di Gangi.
- 1612, Madonna del Stellario, pala d'altare con raffigurati Sant'Agata e San Sebastiano, opera documentata nella chiesa di Sant'Agata al Monte di Pietà e custodita nella Sala di San Placido del Museo diocesano  di Monreale.
- 1574 - 1580, Risurrezione, quadro su pannello, opera custodita nell'Oratorio del Rosario di San Domenico di Palermo.
- XVI secolo, Stucchi, apparato decorativo in stucco, opere presenti nella sacrestia di Casa Professa di Palermo.

### Trapani e provincia

#### Castellammare del Golfo
- 1605, Crocifissione con San Pietro e Sant'Andrea, opera custodita nel duomo di Maria Santissima del Soccorso.

#### Castelvetrano
- Chiesa di San Giovanni Battista:

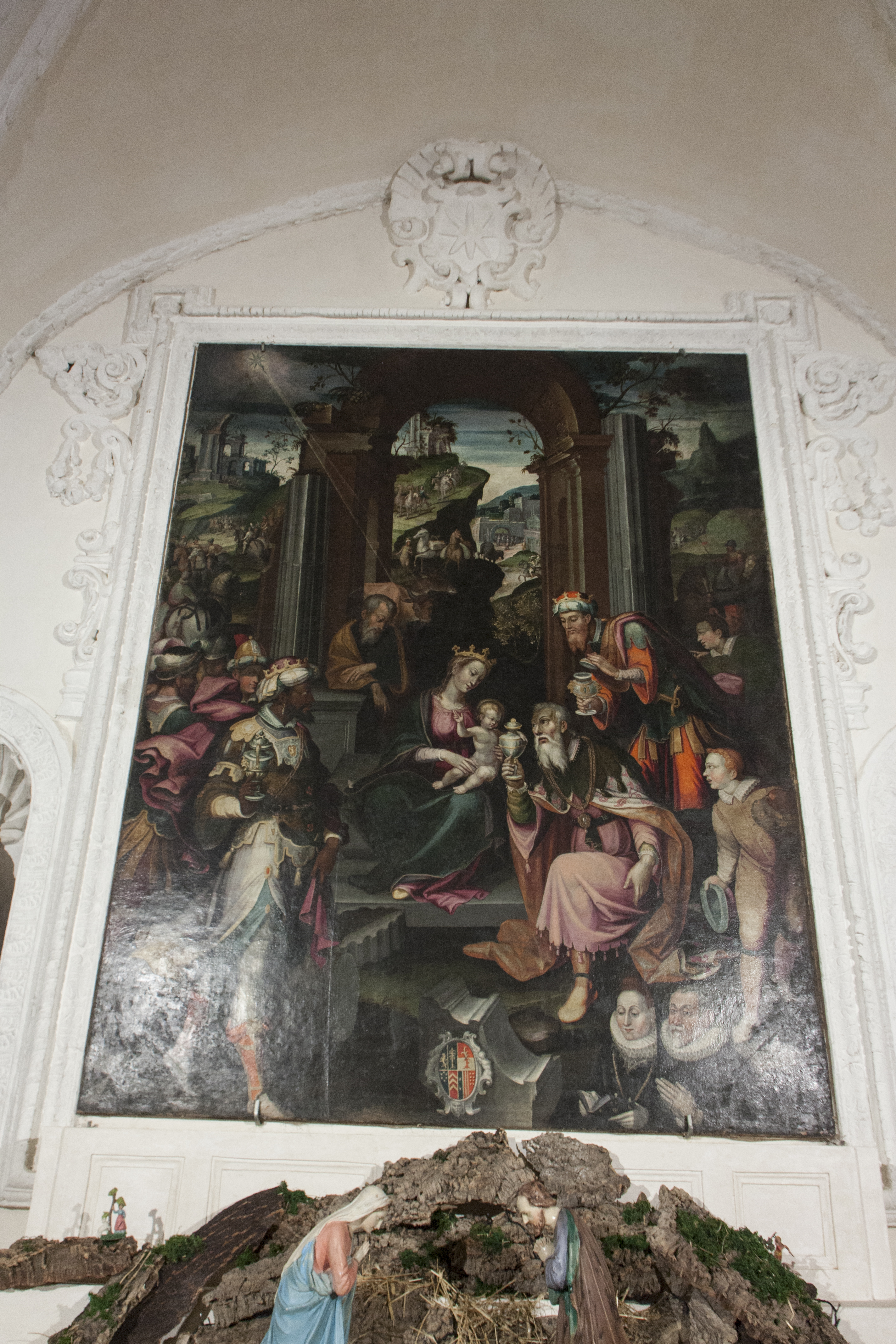
Adorazione dei Magi, chiesa di San Giovanni Battista, Castelvetrano.

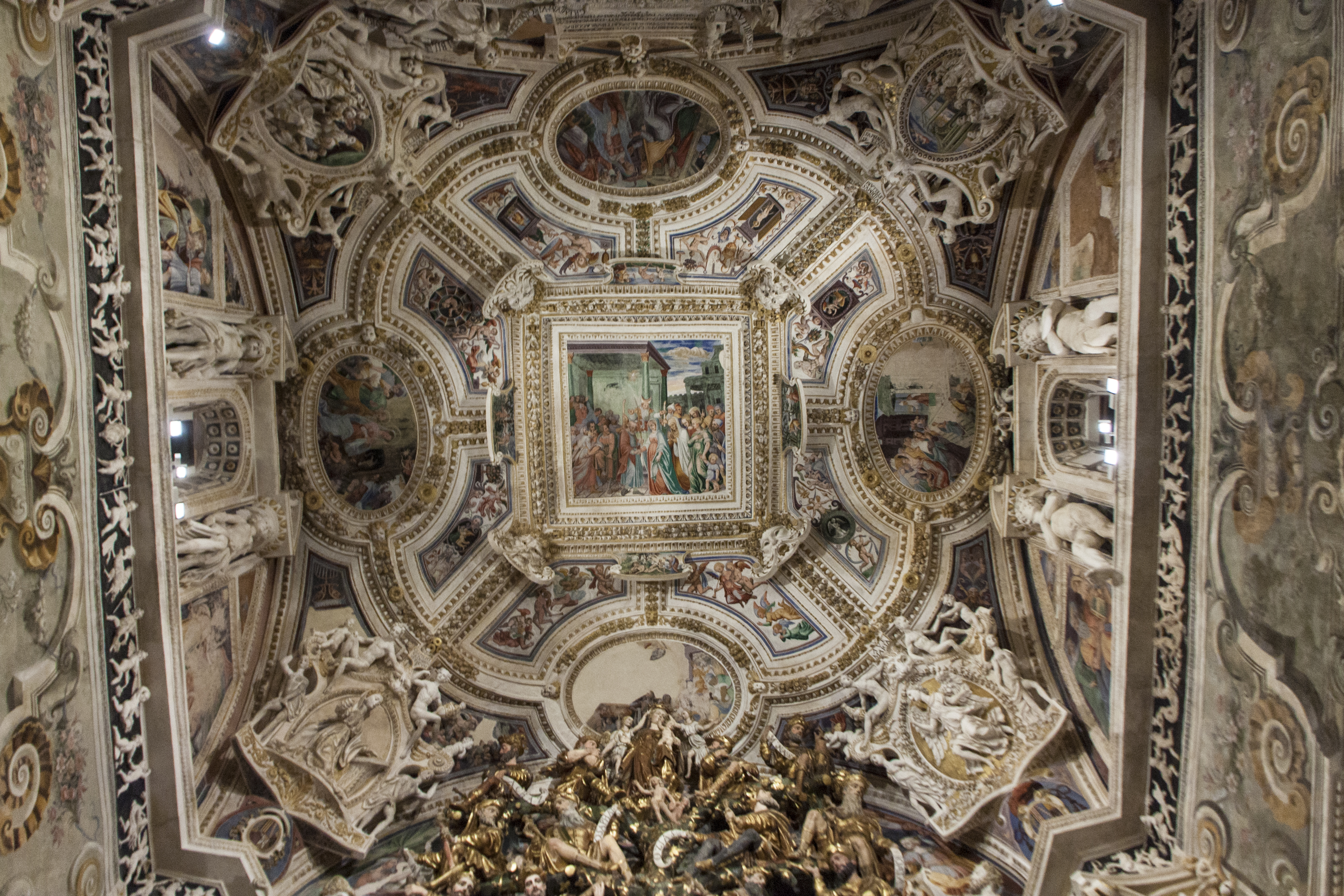
Decorazioni pittoriche e plastiche, chiesa di San Domenico, Castelvetrano.

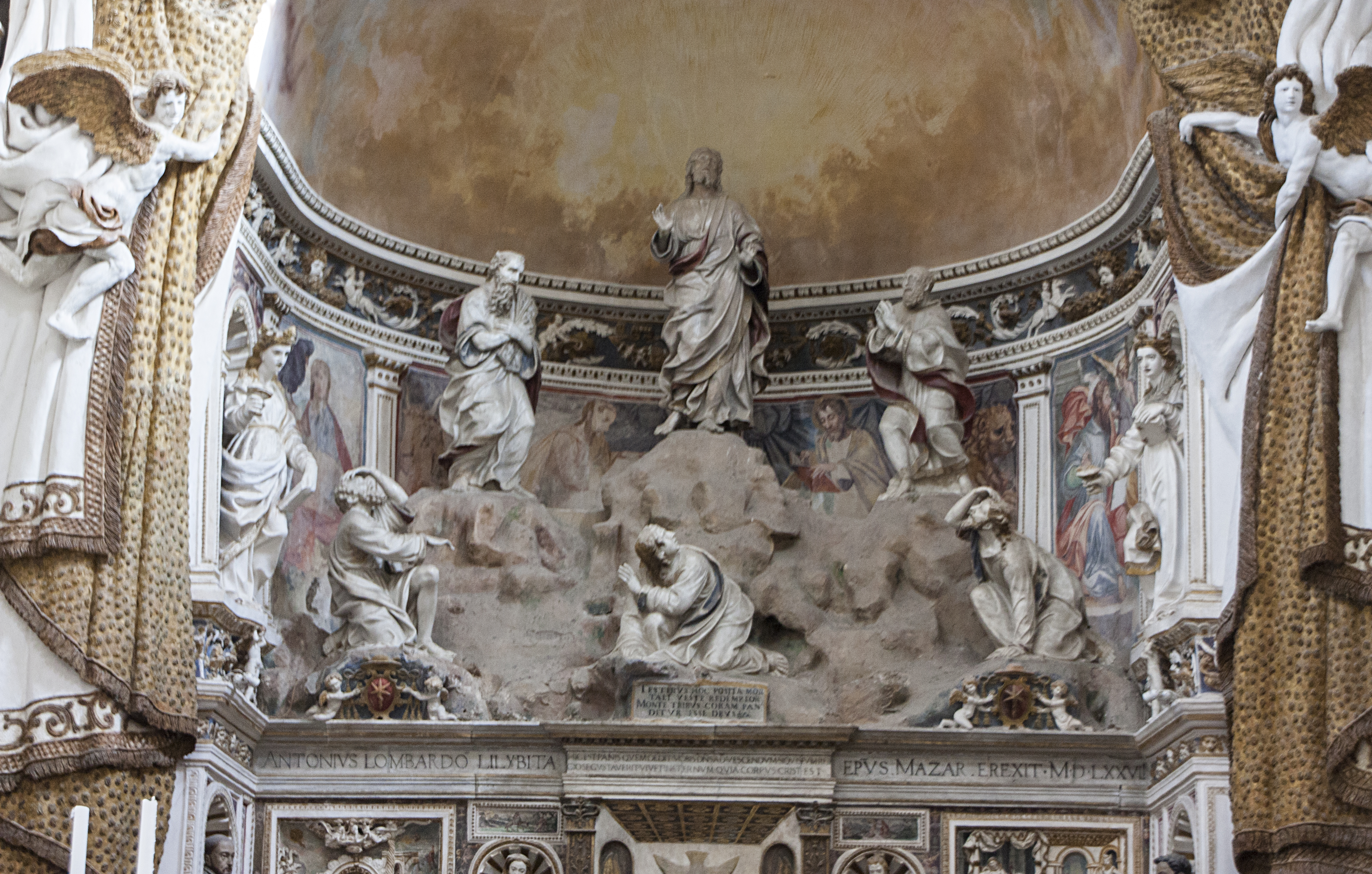
Monte Tabor e baldacchino, cattedrale del Santissimo Salvatore, Mazara del Vallo.

  - 1602, Adorazione dei Magi, dipinto autografo.[6]
  - 1613, San Carlo Borromeo orante, dipinto.[6]
  - 1613, Orazione nell'orto degli ulivi, dipinto, opera proveniente dalla chiesa di San Domenico.[6]
- Duomo di Santa Maria Assunta:
  - 1619, Assunzione della Vergine, pala d'altare autografa con l'iscrizione "MDCXIX Opus Horatii Ferrarii".[6]
  - XVII secolo, Santa Chiara, pala d'altare.[6]
  - 1619c., Santi Crispino e Crispiniano, pala d'altare.[6]
- Chiesa di San Domenico:
  - 1574 - 1580, Ciclo, affreschi e apparato decorativo in stucco e terracotta realizzati con la collaborazione del padre Antonino e del fratello Tommaso, opere presenti nel cappellone, coro e arco trionfale della chiesa di San Domenico.[7][8]
  - 1613, Madonna del Rosario, dipinto trafugato, opera documentata.[6]
- XVII secolo, Annunciazione, dipinto scomparso alla fine della guerra, opera documentata nella chiesa di Maria Santissima Annunziata o Badia.[6]

#### Erice
- 1599, Nostra Signora della Stella, statua in stucco con storie della Nascita di Gesù nel piedistallo e l'iscrizione "OPVS HORATH FERRARII 1599.", opera custodita nella chiesa di San Cataldo.[5]
- 1605, Immacolata Concezione, statua in stucco recante l'iscrizione "CONFRATES SS.ME CONCEPTIONIS SVMPTIBVS PROPRIIS" - "1605, OPVS HORATH FERRARII", opera custodita nell'absidiola sinistra della chiesa di San Giuliano.[5]
- 1605c., Gloria di San Martino, raffigurazione in stucco, opera documentata nell'abside della chiesa di San Martino.[5]

Real Chiesa Madrice Insigne Collegiata:
- 1622, Sant'Isidoro Agricola, dipinto, opera custodita nella cappella eponima della navata destra.
- 1622, Compianto sul Cristo morto sostenuto da un angelo raffigurato con Sant'Enrico e San Carlo Borromeo, olio su tela, dipinto recante l'iscrizione "OPVS HORATH FERRARII 1622.", opera documentata nel primo altare a sinistra della chiesa San Giovanni Battista,[6] e custodita nella Cappella de Scrineis.

#### Marsala
- XVI secolo, Stucchi, apparato plastico della Cappella del Sacramento con l'aggiunta del Dio Padre nella volta e la diversa dislocazione delle quattro figure inferiori, attribuzione. Opere presenti nella basilica cattedrale di San Tommaso Becket Vescovo di Canterbury.[6]

#### Mazara del Vallo
- 1600, Madonna delle Grazie raffigurata tra i San Pietro e Sant'Andrea, tela firmata e datata, opera eseguita per la chiesa di San Nicolò di Bari.[6]
- 1609, Stucchi, apparato decorativo plastico del gruppo absidale della Trasfigurazione realizzato con la collaborazione del padre Antonio Ferraro. Nel 1576 - 1577 per volontà del vescovo Antonio Lombardo fu disassemblato il gruppo del Gagini per essere rimodulato nella scenografia del Monte Tabor. Per commissione del vescovo Luciano De Rubeis qualche decennio più tardi fu realizzata la cortina a baldacchino, la statuaria e gli ornamenti delle pareti dell'ambiente, opere presenti nella cattedrale del Santissimo Salvatore.[6]

#### San Vito Lo Capo
- 1624, Ciclo, affreschi, apparato decorativo pittorico e plastico realizzato nel cappellone del santuario di San Vito di San Vito Lo Capo.[6]
- 1624c., Ecce Homo, statua in stucco, opera documentata sull'altare maggiore del cappellone, oggi custodita nel museo del santuario di San Vito di San Vito lo Capo.

### Estero
- XVII secolo, San Giovanni Battista, dipinto su tavola, opera custodita nel Mikalojus Konstantinas Čiurlionis National Art Museum di Kaunas / Lituania.